# Celluloseacetatbutyrat

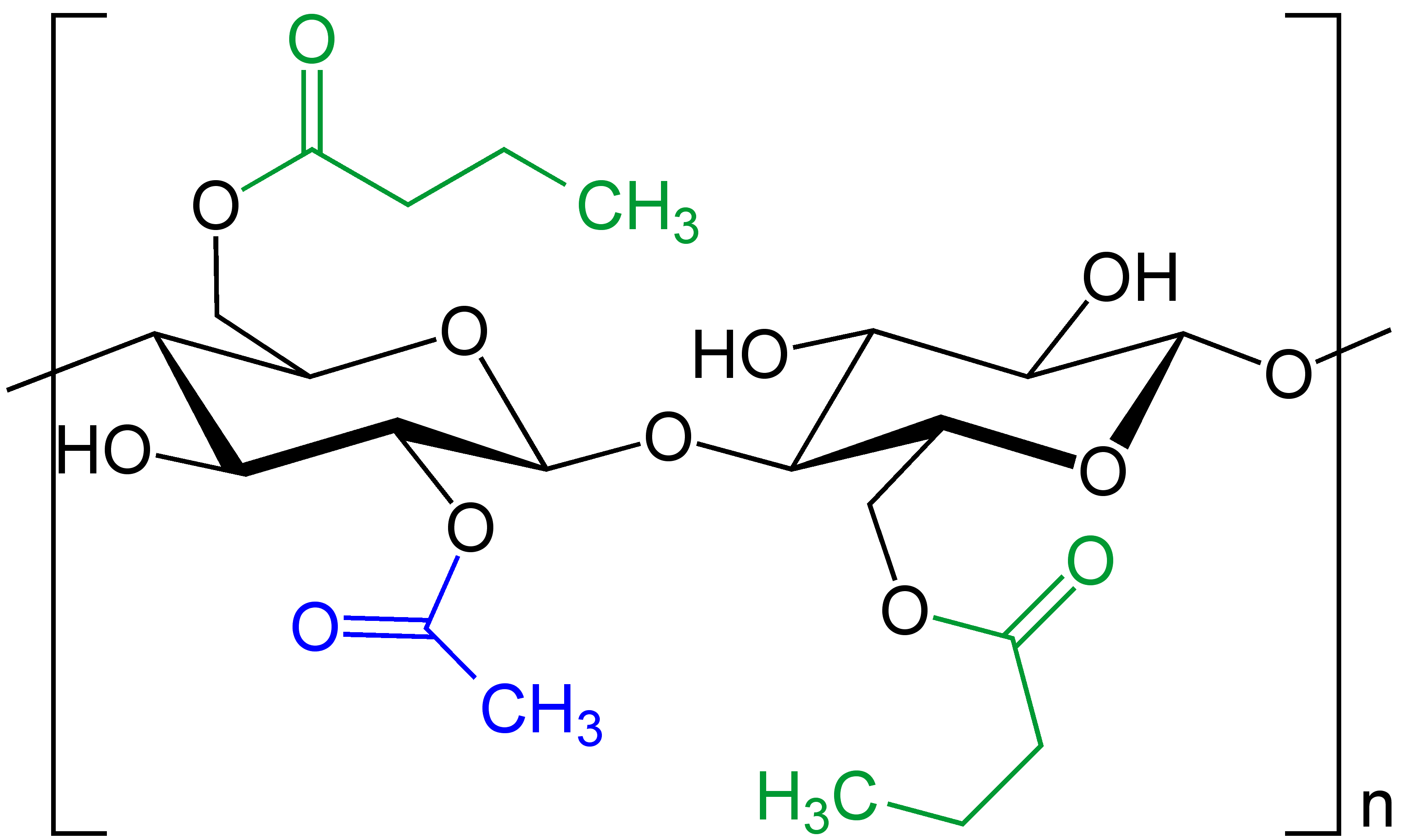
Schematische (vereinfachte) Formelpräsentation aus der Polymerkette von Celluloseacetatbutyrat mit einem Acetylrest (blau markiert) aus Essigsäure und zwei weiteren Acylresten (grün markiert), die sich von der Buttersäure ableiten. Die Verteilung der Esterfunktionen kann innerhalb der Polymerkette schwanken.

Celluloseacetatbutyrat (CAB) ist ein Biopolymer, das auf Cellulose basiert. Es ist wie Celluloseacetat und Cellulosepropionat ein Ester der Cellulose mit aliphatischen Carbonsäuren. Während bei Celluloseacetat die Veresterung nur durch Essigsäure stattfindet, beträgt hier der Essigsäureanteil im CAB circa ein Drittel, circa zwei Drittel stellt gebundene Buttersäure dar, ein Teil der Hydroxygruppen liegt weiter frei vor.

## Geschichte
Der industriell gefertigte Kunststoff Celluloseacetatbutyrat wurde 1938 von Kodak entwickelt.

## Herstellung
Die Herstellung erfolgt durch Veresterung von Cellulose mit einem Gemisch der Anhydride von Essigsäure und Buttersäure.

## Eigenschaften
Celluloseacetatbutyrat hat eine im Vergleich zu Celluloseacetat und Cellulosepropionat eine relativ niedrige Dichte sowie eine hohe Festigkeit, Härte und Zähigkeit. Es ist formstabil im Temperaturbereich von −45 °C bis 115 °C und besitzt eine hohe Temperatur- und UV-Beständigkeit. Ebenfalls im Vergleich zu den genannten Kunststoffen ist die Wasseraufnahme gering.
Formteile aus CAB-Formmassen weisen einen charakteristischen Geruch auf, der z. T. überdeckbar ist.
Der Kunststoff wird für die Produktion vor allem als staubfreies Granulat oder feines Pulver verwendet, das sowohl zum Extrudieren als auch zum Spritzgießen geeignet ist. Spritzgussmasse kann zudem durch Glasfasern verstärkt sein. Die Farbe des Kunststoffes kann sowohl gedeckt in allen Farben als auch transparent oder transluzent durchscheinend sein. Weitere Lieferformen sind Beschichtungspulver sowie Halbzeuge in Form von Rohren, Tafeln, Folien und Profilen.

## Anwendungen
Das Anwendungsspektrum des Celluloseacetatbutyrats ist sehr groß und umfasst fast alle Bereiche, in denen Kunststoffe eingesetzt werden. Es reicht von Griffbeschichtungen (z. B. Griffschalen der Schweizer Taschenmesser) über Klarsichtkuppeln, Spielzeuge, Kabelrohre, explosionssichere Scheiben, Fahrzeugleuchten, Automobilzubehör, Kontaktlinsen, Brillen und Büromaschinen bis hin zu Folien und Verpackungsmaterial. Bekannte Handelsnamen sind Cellidor, Tenex und Tenite.

## Toxikologie
Celluloseacetatbutyrat ist wie Cellulose ein Biopolymer und weist daher eine hohe Biokompatibilität auf, es sind keine toxischen Eigenschaften in Bezug auf den Menschen bekannt.
Heutzutage wird CAB vor allem in der Galenik und der pharmazeutischen Forschung eingesetzt.

## Externe Links zu erwähnten Verbindungen
1. ↑  Externe Identifikatoren von bzw. Datenbank-Links zu Cellulosepropionat:  CAS-Nr.: 9004-48-2, PubChem: 11506004, Wikidata: Q131322226.